# Hanna Kalamarz-Kubiak
Hanna Kalamarz-Kubiak (zm. 14 marca 2021 w Gdyni) – polska zootechnik, dr hab. inż.

## Życiorys
W 1989 ukończyła studia zootechniki na Uniwersytecie Warmińsko-Mazurskim w Olsztynie, 7 maja 1999 obroniła pracę doktorską Wpływ neuropeptydu Y, substancji P, galaniny i beta endorfiny na uwalnianie LHRH z wyniosłości pośrodkowej loszek podczas indukowanego wyrzutu LH, 22 kwietnia 2016 habilitowała się na podstawie pracy zatytułowanej Nonapeptydy: wazotocyna argininowa i izotocyna w regulacii odpowiedzi na stres u ryb.
Była profesorem nadzwyczajnym w Instytucie Oceanologii Polskiej Akademii Nauk. Wiceprzewodnicząca Krajowej Komisji Etycznej do Spraw Doświadczeń na Zwierzętach działającej przy Ministrze Edukacji i Nauki.
Zmarła 14 marca 2021.